# Augusta Vitória de Hohenzollern-Sigmaringen
Augusta Vitória de Hohenzollern-Sigmaringen (em alemão: Auguste Viktoria Wilhelmine Antoinette Mathilde Ludovika Josephine Marie Elisabeth; Potsdam, 19 de agosto de 1890 — Eigeltingen, 29 de agosto de 1966), foi a esposa de Manuel II, último Rei de Portugal, sendo considerada Duquesa de Bragança, pois quando se casou, a Monarquia Portuguesa já havia sido abolida.

## Biografia
Augusta Vitória era a única filha do príncipe Guilherme de Hohenzollern-Sigmaringen e da princesa Maria Teresa de Bourbon-Duas Sicílias.
No dia 4 de setembro de 1913, em Sigmaringen, aos vinte e dois anos, ela casou-se com D. Manuel II, o destronado Rei de Portugal, que era seu primo em segundo grau, pois ambos eram bisnetos da rainha D. Maria II de Portugal, sendo Augusta Vitória neta da infanta D. Antónia de Bragança. Seu casamento com D. Manuel II não gerou descendentes, e ela ficou viúva em 1932.
Como o rei estava exilado na Inglaterra e como a monarquia havia sido formalmente abolida em Portugal, D.ª Augusta Vitória nunca recebeu oficialmente o título de rainha, embora, mesmo no exílio na Inglaterra, fosse assim tratada pelos monárquicos.
Em 23 de abril de 1939, D. Augusta Vitória, aos quarenta e oito anos, casou-se com o conde Karl Robert Douglas-Langenstein, o 13.º chefe da casa comital sueca de Douglas, natural de Constança, Suíça, senhor do Castelo de Langenstein em Baden e herdeiro do fideicommiss / entail de Mühlhausen (o filho mais velho do conde Ludvig Douglas). Eles também eram parentes, sendo primos terceiros 2 vezes distantes, ambos descendentes de Carlos Frederico, Grão-Duque de Baden. Douglas, que completaria cinquenta e nove anos no dia seguinte ao matrimónio, era divorciado de Sofie von Fine Blaauw. O segundo casamento também não teve descendência, e ela ficou, novamente, viúva em 1955.
Faleceu aos setenta e seis anos de idade, em Münchhof, em Eigeltingen. Seu corpo foi enterrado no castelo de Langenstein, propriedade da família Douglas em Hegau.
A Fundação Dom Manuel II foi criada a 16 de Agosto de 1968 pelo Decreto-lei n°48 531 respeitando seu Testamento.